# تاريخ الكنيسة الكاثوليكية في ألمانيا
يُعتبر تاريخ الكنيسة الكاثوليكية في ألمانيا متشابك مع تاريخ ألمانيا الشامل. فعلى مدى العصور، شهدت العلاقة بين الكنيسة والدولة تحولاتٍ انطوت على فترات من الاضطراب والمنافسة والقمع والتباين. ويمكن لتاريخ الكاثوليكية الرومانية الطويل في ألمانيا أن يفسر أيضًا الكثير من تاريخ الكنيسة الرومانية الكاثوليكية، خاصة في فترة العصور الوسطى، تحت حكم الإمبراطورية الرومانية المقدسة.

## تنصير الألمان
شهد الجزء الغربي فقط من ألمانيا، والذي تسيطر عليه الإمبراطورية الرومانية، المراحل الأولى من تنصير مختلف الشعوب الكلتية والجرمانية. وتمهد التنصير من خلال المكانة التي تحتلها الإمبراطورية الرومانية المسيحية بين رعاياها الوثنيين وتحقق بوسائل مختلفة. كان انتشار المسيحية الجرمانية في البداية طوعيًا، خاصة بين المجموعات الخاضعة إلى الإمبراطورية الرومانية. وبعد أن أصبحت المسيحية قوة موحدة ومهيمنة إلى حد كبير في جرمانيا، استُخدمت القوة في تحويل المجموعات الأصلية المتبقية التي تتبع الوثنية الجرمانية. لكن جوانب من الديانة الوثنية البدائية استمرت حتى يومنا هذا، بما في ذلك أسماء أيام الأسبوع.
ومع انهيار الحكم الروماني في ألمانيا في القرن الخامس، انتهت معه هذه المرحلة من الكاثوليكية في ألمانيا. في البداية، تمكنت الشعوب الغالو رومانية أو الجرمانية الرومانية من إبقاء السيطرة على المدن الكبرى مثل كولن وترير، ولكن في 459، تمكنت قبائل الفرنجة بهجماتها من الاستحواذ على هذه المدن أيضًا. فقُتل ونُفي معظم الغالو رومان أو الجرمان الرومان. وأعاد الوافدون الجدد إلى المدن ممارسة الطقوس الوثنية. كان التعداد الصغير المتبقي من الكاثوليك عاجزًا عن حماية عقيدته ضد الحكام الجدد من سادة الفرنجة.
ولكن في 496، خضع ملك الفرنجة كلوفيس الأول إلى طقوس التعميد مع العديد من أفراد أسرته. فأصبح كاثوليكيًا، على عكس القبائل الألمانية الشرقية، التي أصبحت مسيحية تتبع المذهب الآريوسي. وعلى خطى ملكهم، عُمد العديد من الفرنجة، لكن شعائرهم الكاثوليكية اختلطت مع الوثنية منها.
وعلى مدار القرون الثمانية التالية، أعاد المبشرون الأيرلنديون والاسكتلنديون والإنجليز إدخال المسيحية إلى الأراضي الألمانية. وكان من بين أبرز المبشرين خلال عهد إمبراطورية الفرنجة، كولومبان، الذي شرع بنشر الرسالة التبشيرية في الإمبراطورية الفرنجية منذ عام 590، وسانت بونيفاس، الذي بدأ مساعيه التبشيرية منذ عام 716. أسس المبشرون، وخاصة الاسكتلنديون أتباع القديس بنديكت، أديرةً (شوتن كلوستر، أديرة اسكتلندية) في ألمانيا، وُحدت لاحقًا تحت أبرشية واحدة يحكمها رئيس دير الاسكتلنديين في ريغنسبورغ. وبدأ تحويل الشعوب الجرمانية مع تحويل النبلاء الجرمان، وكان متوقعًا منهم أن يفرضوا عقيدتهم الجديدة على عامة الشعب. كان هذا التوقع متسقًا مع الدور المقدس للملك في الوثنية الجرمانية: الملك مكلف بالتواصل مع الإله نيابة عن شعبه. وعليه، لم ير عامة الشعب أي خطأ في اختيار ملوكهم حسب طريقتهم المفضلة في العبادة. واختير تدمير الأشجار المقدسة لدى الألمان كطريقة لإظهار سيادة العقيدة المسيحية. وكانت هذه الأشجار، عادةً من أشجار البلوط أو الدردار القديمة، مكرسة للآلهة. ولأن المبشر كان قادرًا على إسقاط الشجرة دون أن تنحره الآلهة، فلا بد من أن يكون إلهه المسيحي أقوى. كانت التضحيات الوثنية، المعروفة باسم بلوت، عبارة عن احتفالات موسمية، تُقدم فيها العطايا للآلهة المناسبة وتُبذل محاولات للتنبؤ بما سيكون عليه الموسم القادم. وفي بعض الأحيان، تُعقد فعاليات مماثلة في أوقات الأزمات، لنفس الأسباب تقريبًا. وكانت التضحيات المكونة من الذهب والأسلحة والحيوانات وحتى البشر، تُعلق على أغصان شجرة مقدسة. انتهت البعثة الهايبرنية الاسكتلندية في القرن الثالث عشر. وبدعم من المسيحيين الأصليين، نجحوا في تنصير ألمانيا بأكملها.

## تأسيس العالم المسيحي في عهد شارلمان
يبدأ التاريخ الحقيقي للكاثوليكية الرومانية في ألمانيا في يوم عيد الميلاد عام 800، اليوم الذي توج فيه البابا، شارلمان إمبراطورًا. «في هذا اليوم، انقادت الفكرة الجرمانية لملكوت الله، التي جسدها شارلمان، وراء المفهوم العقائدي الروماني الذي يعتبر روما مركزه - روما مقر الإمبراطورية القديمة وأقدس مكان في العالم المسيحي». ظل شارلمان الإمبراطور يعتبر نفسه الزعيم الحقيقي للكنيسة. ورغم أنه أقر في 774 بفضل والده على الجمهورية الرومانية، فقد حرص على إبقاء روما مرتبطة مباشرة بدولة الفرنجة؛ واكتسبت روما بالمقابل حق الحماية الفرنجية. وبذل جهده لإبقاء تأثيره على الشؤون الدينية.
نظر شارلمان إلى الإمبراطورية الرومانية المنبعثة من وجهة نظر متجذرة بالتقاليد، مظهرًا رغبته العارمة بكسب تقدير واعتراف الإمبراطورية الشرقية. اعتبر أن حظوته على الإمبراطورية ناتجة فقط عن سلطته الخاصة، وبالتالي بادر بنفسه إلى تتويج ابنه لويس. ولكن، من ناحية أخرى، نظر إلى إمبراطوريته بأنها كيان مسيحي أولًا، فاعتبر غايتها النبيلة احتضان شتى الأعراق داخل حدودها، بهدف توحيدهم في ظل خدمة الله.
وسرعان ما تدهورت الإمبراطورية في عهد ابنه الضعيف، لويس الورع (814 - 840). وقد تعجل هذا الانحدار نتيجة للمفهوم السائد بأن هذه الدولة ملكية خاصة للحاكم، وجهةُ نظر انطوت على نواة الخلافات المستمرة واستلزمت تقسيم الإمبراطورية لوجود عدة أبناء. سعى لويس إلى درء مخاطر تقسيم كهذا من خلال قانون الخلافة الوراثية الذي نُشر عام 817، وتنتقل بموجبه السلطة السيادية والتاج الإمبراطوري إلى الابن الأكبر. ولربما سُن هذا القانون بتأثيرٍ من الكنيسة، التي وافقت على هذه الوحدة بين السلطة العليا والتاج، باعتبارها منسجمة مع فكرة ملكوت الله وأيضًا حسبما تطلب الاقتصاد الهرمي لهيكل الكنيسة. وعندما أنجب لويس ابنًا رابعًا من زوجته الثانية جوديث، ألغى على الفور قانون التقسيم لعام 817 لصالح الوريث الجديد. فاندلع صراع بغيض بين الأب والأبناء، وبين الأبناء أنفسهم. وفي 833، أُسر الإمبراطور على يد أبنائه في معركة لوغنفيلد (ميدان الأكاذيب) بالقرب من كولمار. وكان البابا غريغوريوس الرابع حينها في معسكر الأبناء. إن سلوك البابا والعقاب الكنسي المهين الذي اضطر لويس إلى الخضوع له في سواسون، أوضح التغيير الذي حدث منذ عهد شارلمان في نظرية العلاقات بين الكنيسة والدولة. وحظيت وجهة نظر غريغوريوس القائلة بأن الكنيسة كانت تحت حكم ممثل المسيح، وأنها سلطة أعلى، ليس روحيًا فحسب، إنما فعليًا أيضًا، وبالتالي سياسيًا، بدعمٍ سابق من مبشرين فقهاء في فرنسا. وفي مواجهة الابن الأكبر لوثير، أعاد لويس وببين، أبناء لويس الورع، الأب إلى عرشه (834)، لكن حركات تمرد جديدة تلت ذلك عندما نقم الأبناء مجددًا.
وفي عام 840، توفي الإمبراطور بالقرب من إنغلهايم. فاستمرت نزاعات الأبناء بعد وفاة الأب، وفي 841، هُزم لوثير شر هزيمة بالقرب من فونتيناي (فونتانتم) على يد لويس الألماني وتشارلز الأصلع. فانهارت الإمبراطورية حينها، ليس بسبب حقد المجموعات الوطنية الأصلية ولكن نتيجة التقسيم الذي بات واقعًا، والمعروف باسم معاهدة فردان (أغسطس 843)، التي قسمت الأراضي بين أبناء لويس الورع: لوثير ولويس الألماني (843 - 876) وتشارلز الأصلع، مما أسفر في النهاية عن سقوط الملكية الكارولنجية.
ومع تراجع فكرة الوحدة السياسية، ازدادت قوة وحدة الكنيسة. تبين أن فكرة ملكوت الله، التي جعلها شارلمان حقيقة واقعة من خلال وجوده المهيمن، واعتبار نفسه شخصية بارزة في تأسيسها، أمر مستحيل الإدراك. فمنذ عهد لويس الورع، انفصلت الكنيسة والدولة، بعدما اتحدتا لفترة قصيرة في عهد شارلمان. فبات ملكوت الله مرتبطًا بالكنيسة. وزعم البابا نيكولاس الأول أن رأس الكنيسة الموحدة لا يجب أن يكون خاضعًا لسلطة علمانية. وكانت حجته أن البابا وحده فقط من يمتلك السلطة الشرعية لحكم الكنيسة، مؤكدًا أن الأمراء ملزمون بإطاعة البابا في الشؤون الروحية. وصرح أخيرًا أن الكارولنجيين اكتسبوا شرعيتهم من السلطة البابوية. إن هذه الفكرة المهيبة عن الوحدة، وهذا الشعور المسيطر برابطةٍ مشتركة، استمر حتى في الأوقات العصيبة عندما تعرضت البابوية للإذلال من قبل الحكام الإيطاليين التافهين. وأعطت فكرة الوحدة للكنيسة القوة من أجل الارتقاء بنفسها بشكل حثيث إلى مكانة أعلى من الدولة. ومنذ عصر سانت بونيفاس، كانت للكنيسة في مملكة الفرنجة الشرقية علاقات مباشرة مع روما، في حين أحكمت قبضتها على المنطقة من خلال تأسيس العديد من الكنائس والأديرة الجديدة. وفي وقت مبكر، سيطرت الكنيسة في تلك المنطقة على الحياة الدينية بأكملها، وباعتبارها راعي الثقافة، هيمنت على كامل الحياة الفكرية في المجتمع. واكتسبت أيضًا في كثير من الأحيان تأثيرًا حاسمًا على الحياة الاقتصادية الألمانية، لأنها نشرت الكثير من المهارات والعديد من الحرف اليدوية في العصور القديمة. وعلاوة على ذلك، نمت الكنيسة ذاتها لتصبح قوة اقتصادية في مملكة الفرنجة الشرقية. فكان للتقوى دور بارز في قيادة الكثيرين نحو وضع أنفسهم وأراضيهم تحت سيطرة الكنيسة.